# Elena von Bulgarien

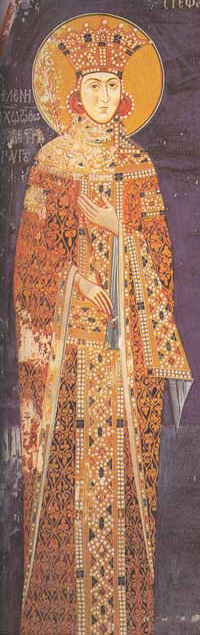
Elena von Bulgarien, Gemälde aus dem 14. Jahrhundert im Kloster Lesnovo, Nordmazedonien

Elena von Bulgarien (bulgarisch: Елена; serbisch: Јелена; * um 1315; † 7. November 1374) war eine bulgarische Prinzessin und durch Heirat Königin und Kaiserin von Serbien.

## Leben
Elena entstammte der Dynastie der Schischmaniden und war die Tochter des Despoten Strazimir von Kran und der Keratsa Petritsa, einer Schwester des bulgarischen Zaren Michael III. Sie hatte eine Schwester namens Theodora sowie drei Brüder: Iwan Alexander, der Zar von Bulgarien wurde, Johannes Komnenos Asen und Michael.
1332 heiratete Elena Stefan Uroš IV. Dušan, der am 8. September 1331 zum König von Serbien gekrönt worden war. Die Ehe war als Teil eines Friedensschlusses zwischen Bulgarien und Serbien arrangiert worden. Die Hochzeit fand vermutlich am 26. April 1332 (am Weißen Sonntag) statt. In der älteren Forschung war davon ausgegangen worden, dass die Hochzeit am 19. April, dem Ostersonntag, stattgefunden habe, in der Orthodoxen Kirche finden an Ostern jedoch keine Hochzeiten statt. Die Hochzeitsnacht verbrachte das Paar in Skopje.
Der Ehe entstammten ein Sohn, Stefan Uroš V., und eine Tochter, Theodora, die mit 12 Jahren den 70-jährigen osmanischen Sultan Orhan heiratete. Möglicherweise hatten Elena und Stefan noch eine weitere Tochter namens Irina oder Irene. Laut John V.A. Fine soll es sich hierbei um die gleiche Irene handeln, die mit Grgur Preljub, dem Provinzgouverneur von Thessalien unter der Herrschaft Stefan Uroš IV. Dušan, handeln.
Im Jahr 1350 lebte Elena in der Republik Venedig. Beim Tod ihres Ehemanns 1355 erbte sie einige bulgarischen Länder zwischen dem Vardar und der Mesta sowie die Halbinsel Chalkidiki. Mit ihrem Hof ließ sie sich in Serres nieder. Von 1355 bis 1356 übte sie die Regentschaft für ihren Sohn Stefan Uroš aus.
1359 wurde Elena Nonne und nahm den Namen Jelisaveta (serbisch: Јелисавета) an. Dennoch spielte sie nach wie vor eine aktive Rolle in der Politik und regierte die Region Serres bis 1365 eigenständig. Danach zog sie sich aus dem politischen Leben zurück und beaufsichtigte den Wiederaufbau und die Erneuerung mehrerer Klostergemeinschaften. Elena starb am 7. November 1374.